# Österreichischer Frauen-Fußballcup 1980/81
Der Österreichische Frauen-Fußballcup wurde in der Saison 1981/82 unter dem Namen Frauen-Fußball-Cup, ausgerichtet vom Wiener Fußball-Verband, zum 9. Mal ausgespielt. Den Pokal gewann zum dritten Mal der ESV Ostbahn XI Wien.

## Teilnehmende Mannschaften
Für den österreichischen Frauen-Fußballcup hätten sich anhand der Teilnahme der Ligen der Saison 1980/81 folgende 13(!!) Mannschaften, die nach der Saisonplatzierung der Damenliga Ost I 1979/80 und der Damenliga Ost II 1979/80 geordnet sind, qualifiziert. Teams, die als durchgestrichen gekennzeichnet sind, nahmen am Wettbewerb aus diversen Gründen nicht am Wettbewerb teil oder sind zweite Mannschaften und spielten daher nicht um den Pokal mit. Weiters konnten noch Vertreter aus den anderen Bundesländern teilnehmen.
| Damenliga Ost (6) | Damenliga Ost (7) | Vertreter aus den anderen Bundesländern (0)                                                                                       |
| --- | --- | --- |
| - SV Elektra Wien (W) - DFC Ostbahn XI (W) - USC Landhaus (W) (C) - SV Aspern (W) - 1. DFC Leoben (ST) - Union Kleinmünchen (OÖ) (N) | - SV Aspern II (W) - USC Landhaus II (W) - DSC Alland-Brunn (NÖ) - ASV 13 (W) - KSV Wiener Berufsschulen (W) - SC Lanzenkirchen (NÖ) (N) - 1. SC Sollenau (NÖ) (N) - SV Baden (NÖ) (N) - SV Großfeldsiedlung (NÖ) (N) | Es gibt keine Informationen über weitere Vertreter aus den Bundesländern, obwohl auch Bundesländer-Vereine startberechtigt wären. |
| Erläuterungen Länderkürzel: (B): Burgenland, (NÖ): Niederösterreich, (OÖ): Oberösterreich, (ST): Steiermark, (W): Wien               | | |

| (C) | amtierender Cupsieger 1979/80    |
| (A) | Absteiger der Saison 1980/81     |
| (N) | Neuaufsteiger der Saison 1980/81 |

## Turnierverlauf
Es liegen keine Informationen über Ergebnisse der Cuprunden vor dem Finale vor.
Finale

Das Finale wurde in der Sportanlage Kagran in Wien ausgetragen
| Datum        |                | Ergebnis |                  |
| ------------ | -------------- | -------- | ---------------- |
| keine Angabe | DFC Ostbahn XI | 4:0      | DSC Alland-Brunn |